# اوله اولهویچ بلوخین
اوله اولهویچ بلوخین (روسی: Олег Олегович Блохин؛ زادهٔ ۲۰ اکتبر ۱۹۸۰) بازیکن فوتبال اهل اوکراین است.
از باشگاه‌هایی که در آن بازی کرده‌است می‌توان به باشگاه فوتبال دینامو استاوروپول، باشگاه فوتبال سوکول ساراتوف، و باشگاه فوتبال لادا-تولیاتی اشاره کرد.